# Cratere Woomera
Woomera  è un cratere sulla superficie di Marte.